# Bhandara (dystrykt)
Bhandara (dystrykt) (marathi भंडारा जिल्हा, ang. Bhandara district) – jest jednym z trzydziestu pięciu dystryktów indyjskiego stanu Maharasztra. Zajmuje powierzchnię 3895 km².

## Położenie
Położony jest we wschodniej części tego stanu. Graniczy z dystryktami: od wschodu z Gondia, od południa z Gadchiroli i Chandrapur, od zachodu z Nagpur, a od  północy ze stanem Madhya Pradesh.
Stolicą dystryktu jest miasto Bhandara.

## Rzeki
Rzeki przepływające przez obszar dystryktu :
- Bhavanthadi
- Chulband
- Kanhan
- Sur
- Wainganga